# البداح (مستباء)

تعديل مصدري - تعديل

البداح هي إحدى قرى عزلة شرق مستباء بمديرية مستباء التابعة لمحافظة حجة، بلغ تعداد سكانها 15 نسمة حسب تعداد اليمن لعام 2004.